# Município de Wadesboro (condado de Anson, Carolina do Norte)
Localização da Carolina do Norte nos E.U.A.
O município de Wadesboro (em inglês: Wadesboro Township) é um localização localizado no  condado de Anson no estado estadounidense da Carolina do Norte.No ano 2010 tinha uma população de 9.118 habitantes.

## Geografia
O município de Wadesboro encontra-se localizado nas coordenadas 34° 57′ 55,56″ N, 80° 05′ 07,22″ O.